# رايموند جوزيف
رايموند جوزيف (بالفرنسية: Raymond Joseph)‏ هو صحفي ودبلوماسي هايتي، ولد في 31 أغسطس 1931 في سان بيدرو دي ماكوريس في جمهورية الدومينيكان.